# إيدي ستانلي
إيدي ستانلي (بالإنجليزية: Eddy Stanley)‏ (1 يناير 1860 في المملكة المتحدة - ) هو لاعب كرة قدم بريطاني (وحمل سابقاً جنسية المملكة المتحدة لبريطانيا العظمى وأيرلندا) في مركز الهجوم. لعب مع برمنغهام سيتي.